# Jagoite
La jagoite è un minerale.